# 雄县
雄县是河北省保定市下辖的一个县，位于河北省中部，保定市最东部，全县境内均为平原，属暖温带大陆性季风气候，有大清河过境，方言类型为冀鲁官话保唐片定霸小片，其中以分洪道为大概界线两侧的口音有明显差异。县人民政府驻雄州镇雄州路481號。
雄县与（保定市）安新县、容城县、高碑店市、（廊坊市）文安县、霸州市和（沧州市）任丘市接壤。
雄县具有较大的塑料包装、乳胶制品、电缆管材、纸花和制革产业规模，近年，由于治污力度的加大，对部分产业造成一定影响。县域内拥有丰富的石油资源，有数量繁多的华北油田采油井。同时凭借丰富的地热资源（总储量达821亿立方米），于2011年12月30日荣获中国温泉之乡称号，并于2016年建设成为华北地区首座无烟城。
2017年4月1日，中华人民共和国政府决定设立河北雄安新区，这是继深圳经济特区和上海浦东新区之后又一具有全国意义的新区。

## 地名由来
后周显德六年（公元959年）世宗亲征伐辽，收复瓦桥关置雄州（同时南方的南汉和南唐也有同名地名，见雄州 (南汉),雄州 (南唐))，"雄"名源于此。

## 历史沿革
- 战国为燕国易邑地，燕王喜十二年（公元前243年）入赵国。
- 秦统一后，先属广阳郡，后属上谷郡。
- 汉置易县，属涿郡，治所在今县城西北6公里古贤村（原名古县村），即燕之易邑。
- 东汉属涿郡，永元二年（公元90年）改属河间国。
- 曹魏更名易城县，属河间郡。
- 晋属河间国。
- 北魏天兴二年（399年）复名易县。
- 北齐天宝七年（556年），废易县入莫县（今任丘市北），属高阳郡。
- 隋仍为莫县地，属涿州，后涿州改涿郡；大业二年（公元606年）改属河间郡。
- 唐武德五年（公元622年）析固安县和莫县原易县属地，置归义县，为北义州倚郭县，治于今县城西北15.4公里容城县王路村北；贞观元年（公元627年）州县俱废；八年（公元634年）复置归义县，属幽州；景云二年（公元711年）改属莫州，同年还属幽州；天宝元年（742年）幽州更名范阳郡，至德二年（公元757年）复名幽州；大历四年（公元769年）改属涿州。安史之乱后雄州事实上由卢龙节度使控制。
- 五代时期，初属燕，后梁乾化四年（公元914年），晋灭燕，归义县入晋，仍属涿州；后晋天福元年（936年）随燕云十六州入辽，属涿州；后周显德六年（公元959年）世宗亲征伐辽，收复三关，于瓦桥关置雄州，仍设归义县倚郭（同时南方的南汉和南唐也有同名地名，见雄州 (南汉)，雄州 (南唐))，"雄"名源于此。至此，唐置归义县以白沟河为界分为南北两县，南归义先属后周，次年属宋，北归义属辽。
- 北宋北归义县属辽之涿州；南归义县于太平兴国元年（公元976年）更名归信，为雄州倚郭县。宣和四年（1122年）宋收复涿州，归义、归信两县并存。
- 金天会三年，即北宋宣和七年（1125年）归义、归信两县皆入金，后废归义县并入归信县，仍倚郭。
- 元太宗十一年置顺天路，雄州隶之；至元十年，改属大都路，二十三年复属保定路，期间归信县均为雄州倚郭县，辖容城、新城。
- 明洪武二年（1369年）七月，废归信县入雄州，属保定府。七年（1374年）四月降雄州为雄县，雄县始名于此，仍属保定府。同年容城县并入雄县，十三年（1380年）析置容城县。
- 清沿袭之。
- 中华民国二年（1913年）2月改属直隶省范阳道；民国三年（1914年）1月改属保定道；民国十七年（1928年）直隶省改河北省，仍属保定道；民国二十六年（1937年）抗日战争爆发后，属河北省第五督察区；民国二十七年（1938年）4月1日，中共晋察冀边区委员会组建冀中区抗日根据地，8月本县成立抗日政府，属冀中第四专区，同年11月县城沦陷，为开展抗日工作，同月，境内西部45村组建雄特区，属安新县；民国二十七年（1938年）8月改为小雄特区；民国二十八年（1939年）8月，境内北部38村（含原属新城县8村）组建新雄边区，属新城县，10月境内东部、南部52村组建雄霸边区，属霸县；民国二十九年（1940年）5月撤销三个边区，再次成立县抗日政府，属北岳区冀北办事处；民国三十年（1941年）9月，改划第四联合县，联合县期间，前段属冀中第五专区；民国三十一年（1942年）6月，各专区顺序统一后，属冀中第十专区；民国三十四年（1945年）8月15日，侵华日军宣布投降，废联合县，恢复单县置，再次组建县政府，属冀中第十专区；民国38年（1949年）8月1日，河北省人民政府成立，本县属天津专区。
- 中华人民共和国改属保定专区，1958年10月2日并入涿县（属保定专区），县人民委员会（1955年县政府改称）驻地高碑店，属保定专区；1960年5月3日专区与市合并，改属保定市；1961年4月恢复雄县，同年专区与市分置，属保定专区；1970年4月26日专区改为地区，属保定地区；1994年保定地市合并，属保定市至今；2017年4月1日起，属河北雄安新区。

## 行政区划
雄县下辖8个镇、4个乡：雄州镇、昝岗镇、大营镇、龙湾镇、朱各庄镇、米家务镇、鄚州镇、苟各庄镇、北沙口乡、双堂乡、张岗乡和七间房乡。

## 人口
第七次全國人口普查公報顯示，雄縣人口為478553人。2020年末，人口出生率為12‰，死亡率為15.7‰，人口自然增長率-3.7‰。

## 交通

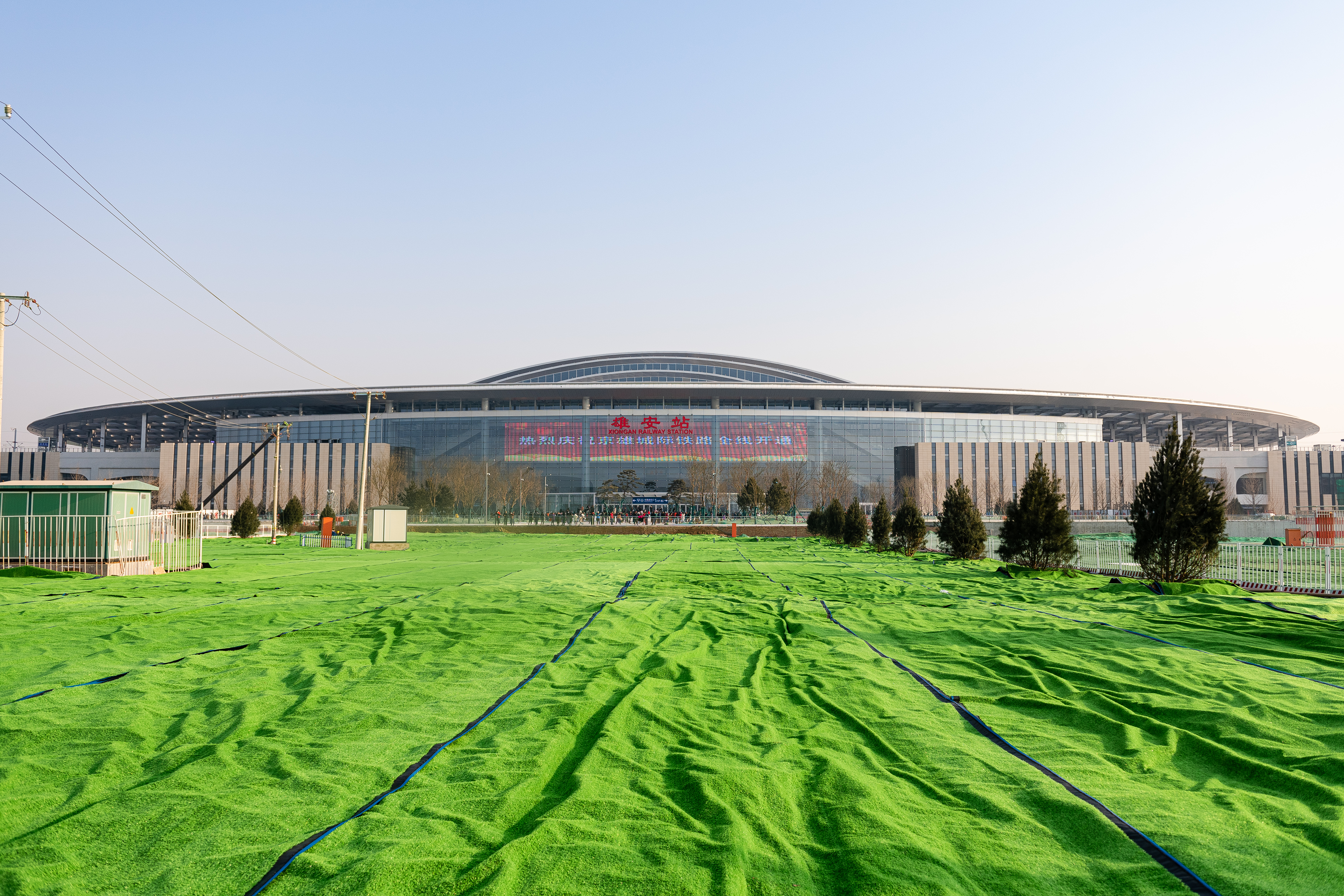
位于昝岗镇的雄安站

- 公路： 大广高速， 荣乌高速， 112国道， 336国道、 333省道， 334省道， 042省道， 043省道，大广高速白洋淀支线
- 铁路：津保铁路，京雄城际铁路

## 景点及文物古迹
- 白洋淀
- 宋辽古战道（已建立“宋辽古地道遗址公园”，位于将台路与文昌大街交叉口南100米路东）
- 古石碑（雄县南界碑，袁宗儒碑和隆兴寺碑，可能存放于宋辽古地道遗址公园内，现状未知）
- 雄县古城墙（现位于“汇淼墅境”小区内，长度约70多米）
- 西槐清真寺
- 古墓群和遗址（上世纪80年代以来，陆续发掘出孤庄头、艾西楼、北营和东槐4处汉代遗址，李庄头、邢村和东河岗3处汉代墓群）
- 瓦桥关（俗称火帝阁，原址位于南关大街中段，门洞跨越街心，南面嵌有石匾“雄关”。上有庙，北向祀火神，南向祀文昌。唐代置，明代邑人郭存谦重修。1946年拆毁，无存）
- 雄文阁（文昌阁，原址位于龙宫街中段，祭文昌，明天启五年（公元1625年）建。1946年拆毁，无存）
- 圆通阁（铃铛阁，原址位于原河北大街北口，南向。明永乐十三年（1415）云川卫指挥王俊监修。1946年拆毁，无存）
- 慧光阁（白衣阁，原址位于原瓦桥街南头路西，北向。明万历三十三年（1605）建。祀观音。1946年拆毁，无存）
- 杨六郎点将台（原址位于宋辽古地道遗址公园附近，无存）
- 望山顶（原址位于南菜园村与北马庄村连接线路东，或有地下建筑与宋辽古战道相连，无存）
- 天锥锥（原址位于医药公司附近，无存）

## 文化传统
- 雄县古乐(第二批国家级非物质文化遗产)
- 雄县鹰爪翻子拳(第二批国家级非物质文化遗产)
- 阴阳八盘掌（第五批省级非物质文化遗产）
- 十里铺音乐会（保定市第二批市级非物质文化遗产）
- 韩庄村古乐（保定市第二批市级非物质文化遗产）
- 功夫跤（保定市第二批市级非物质文化遗产）
- 双堂盒子制作技艺（保定市第二批市级非物质文化遗产）
- 冀中笙管乐（十里铺音乐会）（保定雄县第一批省级名录扩展项目）

## 历史事件
- 瓦桥关之战
- 义和团斗争
- 袁绍大败公孙瓒
- 建文激战

## 相关影视作品
- 《跟头》（2005年）
- 《武痴》（2012年）